# Budihal, Shirhatti
Budihal là một làng thuộc tehsil Shirhatti, huyện Gadag, bang Karnataka, Ấn Độ.